# Срећко Пејовић
Срећко Пејовић (рођен 5. јула 1953), српски је спортски стрелац који се такмичио за Југославију на Олимпијским играма 1976, 1980. и 1988. године . Најбољи резултат постигао је 1976. године, када је завршио четврти у гађању малокалибарском пушком из тростава (50-метарско стрелиште).
Био је селектор и спортски директор Стрељачког савеза Србије.